# Chiesa di San Michele (Alghero)
La chiesa ex gesuitica di San Michele  è un importante luogo di culto cattolico della città di Alghero, e rappresenta uno degli esempi più significativi in Sardegna dello stile barocco.
È dedicata al santo patrono della città ed è situata nel centro storico, in via Carlo Alberto, di fronte a piazza Ginnasio.

## Storia
Le prime notizie, anche se indirette, di un edificio di culto dedicato a San Michele risalgono al 19 febbraio 1364, in una pergamena redatta dal notaio Pere Fuyà riportante un sopralluogo delle fortificazioni cittadine, in cui è riportata anche una torre di S. Michele. I gesuiti arrivarono ad Alghero nel 1584 e si stabilirono nella chiesa, donata loro dal vescovo Andrea Bacallar. Nel 1588 fu fondato l'annesso Collegio.
La chiesa venne ricostruita nelle forme attuali tra il 1661 e il 1675, su progetto dell'architetto Domenico Spotorno, originario di Savona (autore anche della cattedrale di Ales e della ricostruzione di quella di Cagliari).

## Descrizione

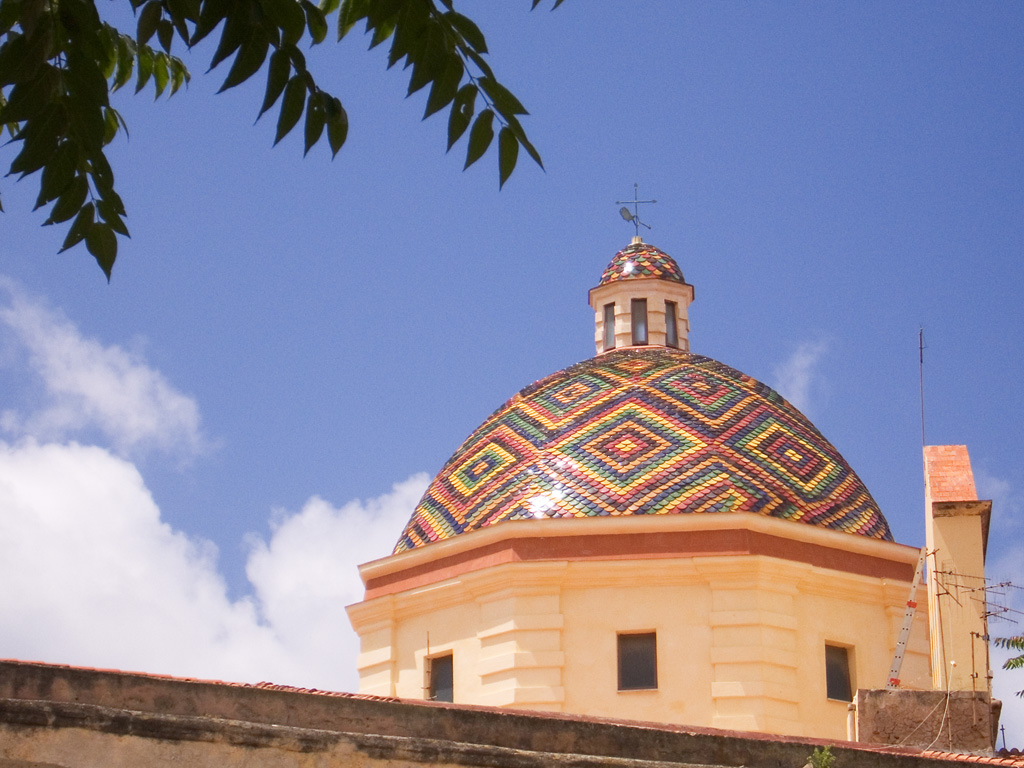
La cupola, uno dei simboli della città di Alghero.

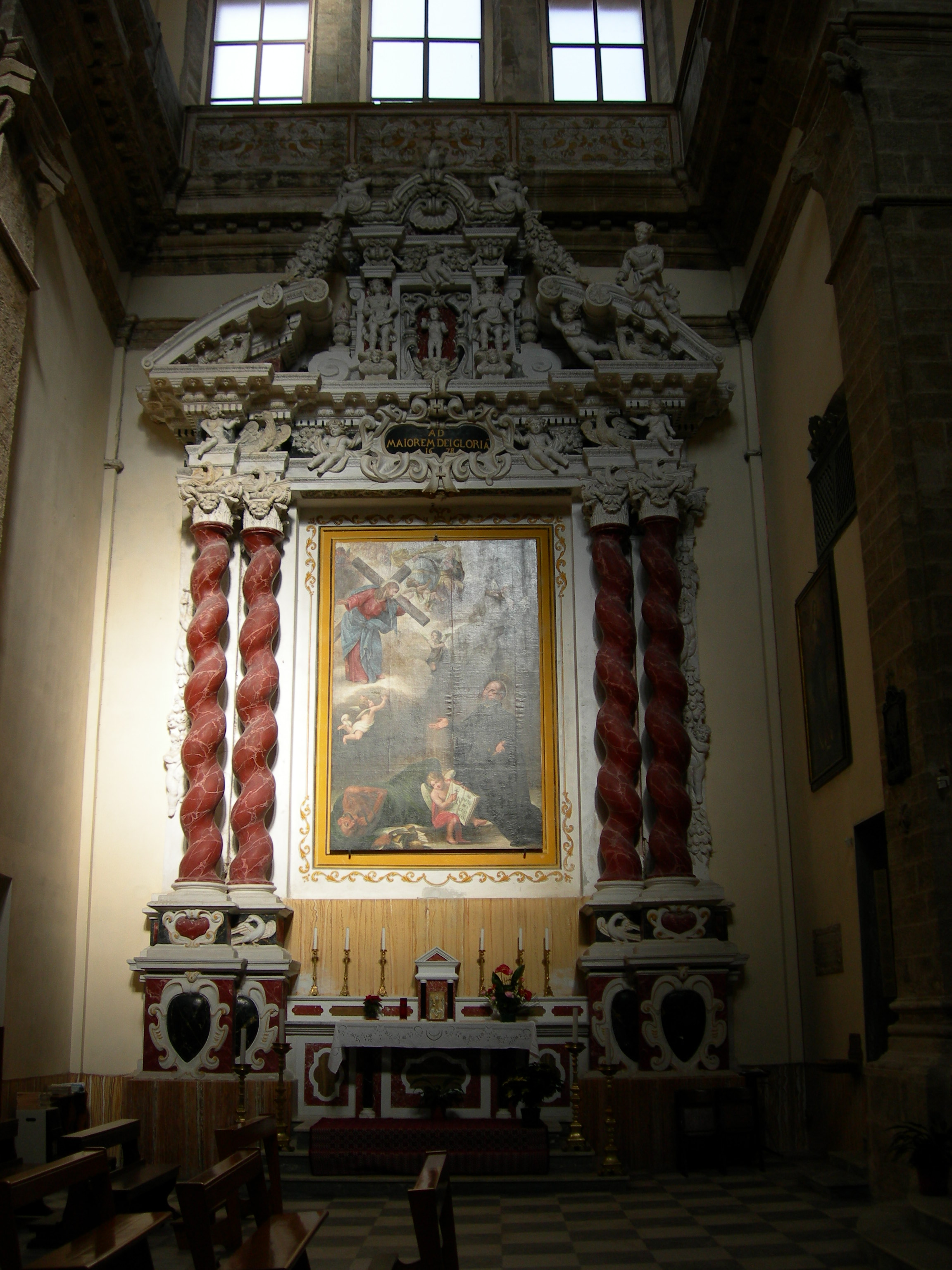
L'altare laterale sinistro del transetto.

### Facciata
La facciata dell'edificio, piuttosto semplice, presenta uno zoccolo di conci squadrati di trachite. Sopra il portale ligneo risaltano, racchiuse in una cornice di trachite, due simulacri marmorei che rappresentano l'Annunciazione e, poco più in alto, un altorilievo che simboleggia lo Spirito Santo.

### Interno
L'interno della chiesa è a navata unica coperta con volta a botte e suddivisa da archi trasversali che poggiano su colonne corinzie. Ai lati sono presenti sei profonde cappelle (tre per lato). L'arcangelo Michele, santo titolare, è raffigurato sulla pala dell'altare maggiore e in una grande statua lignea che lo ritrae mentre sconfigge Satana, posto incatenato sotto i suoi piedi. Un altro simulacro, che si trovava nell'edicola centrale dell'altare maggiore, è oggi ospitato nel Museo diocesano di arte sacra.

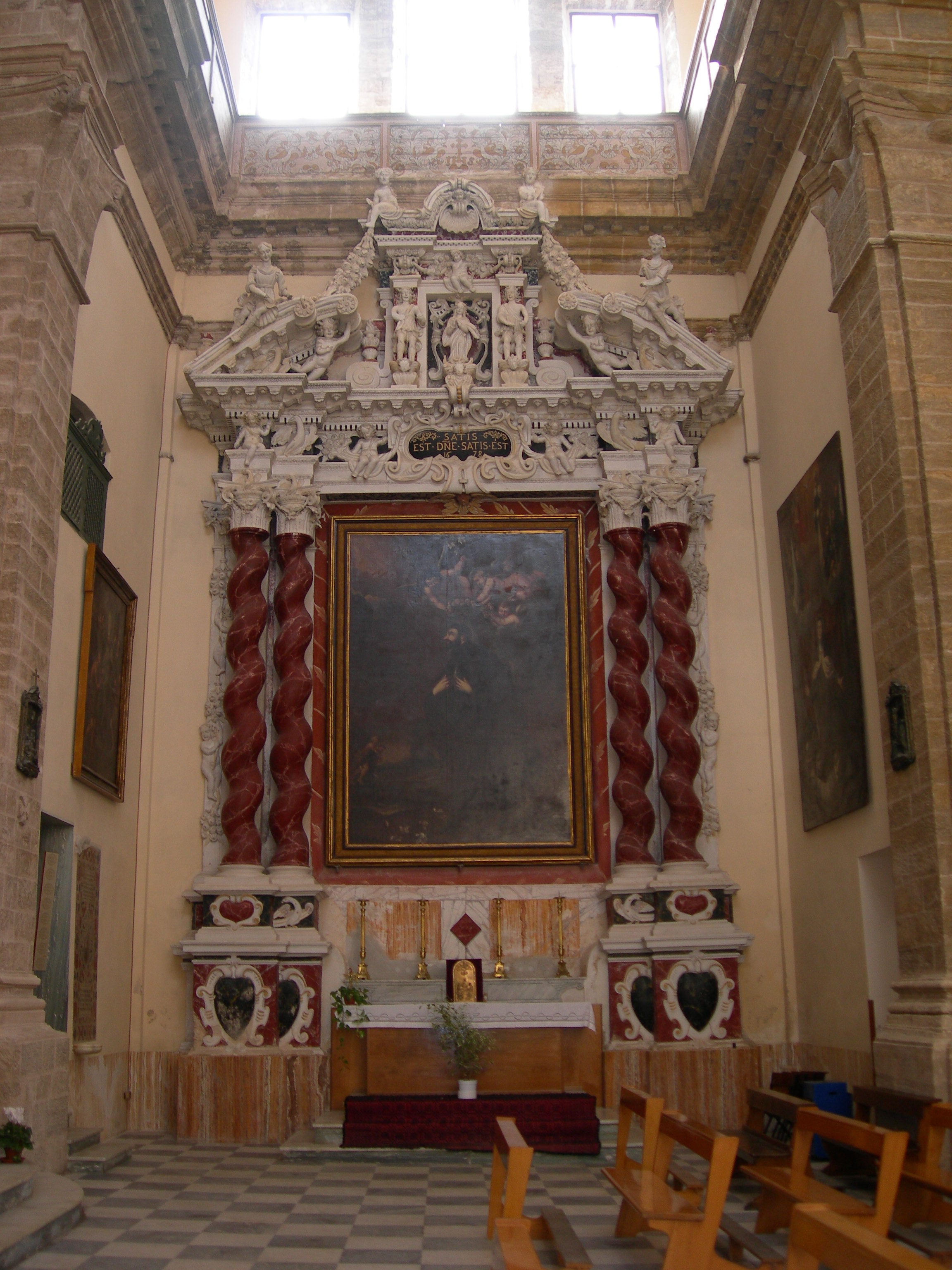
L'altare laterale destro del transetto.

Nella cappella dedicata alla Madonna  Valverde è presente un grande dipinto risalente al 1652 e sotto di esso una nicchia contenente una statuina della Vergine di Valverde: il santuario di Nostra Signora di Valverde, si trova a pochi chilometri dalla città.

Nel braccio sinistro del transetto si trova la cappella dedicata a sant'Ignazio di Loyola, raffigurato mentre viene rapito in estasi nel dipinto, con dettagli molto curati e giochi di luce. L'altare monumentale della cappella venne realizzato nel 1678

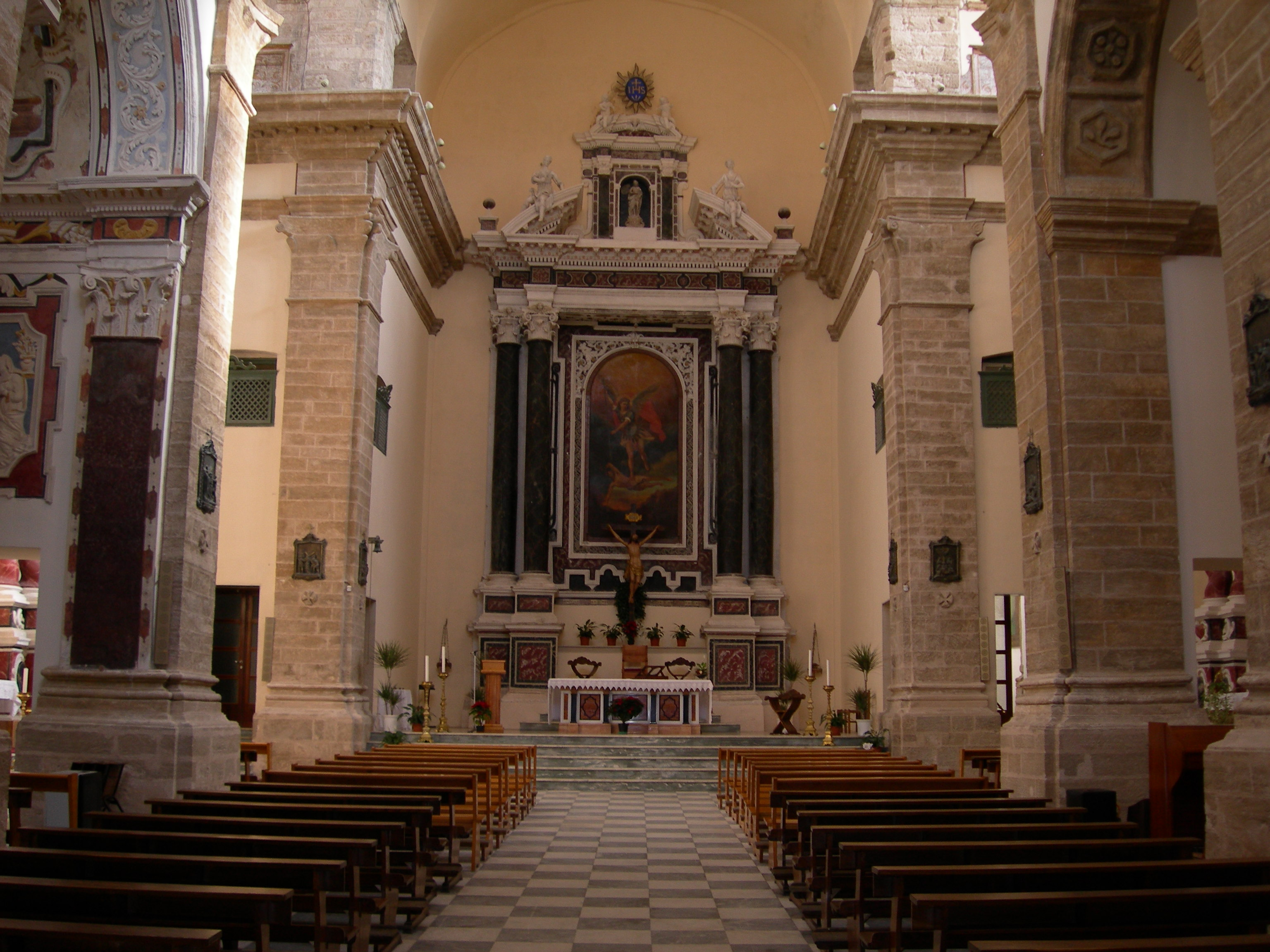
L'altare maggiore.

Nel braccio destro del transetto è presente la cappella dedicata a san Francesco Saverio. Il dipinto rappresenta il santo in cammino, mentre con le mani apre la veste sul petto: il alto la scritta "Satis, Domine, Satis" ("Basta, Signore, basta"). Su una parete è una tela con Visione di santa Teresa d'Avila, con in alto due gruppi di santi gesuiti, e, a mo' di aureola attorno alla testa della santa, la scritta "Li vidi con bandiere bianche in mano". Sulla parete sinistra della stessa cappella una lapide marmorea policroma ricorda Girolamo Ferret, benefattore della chiesa e del collegio, con l'iscrizione: Y tu hermano mira por ti,/ i vive como hombre que has de morir. Que yo fui como tu eres, y tu seras como yo soy (1612).
Una delle cappelle a sinistra è dedicata alla Madonna Immacolata: coperta da volta a botte, presenta riquadri con scene della vita della Madonna e decorazioni a stucco.
Sull'altare maggiore è presente un crocifisso settecentesco di autore spagnolo. Sopra la porta di ingresso è presente una cantoria in legno policromo: al centro il monogramma gesuitico IHS.

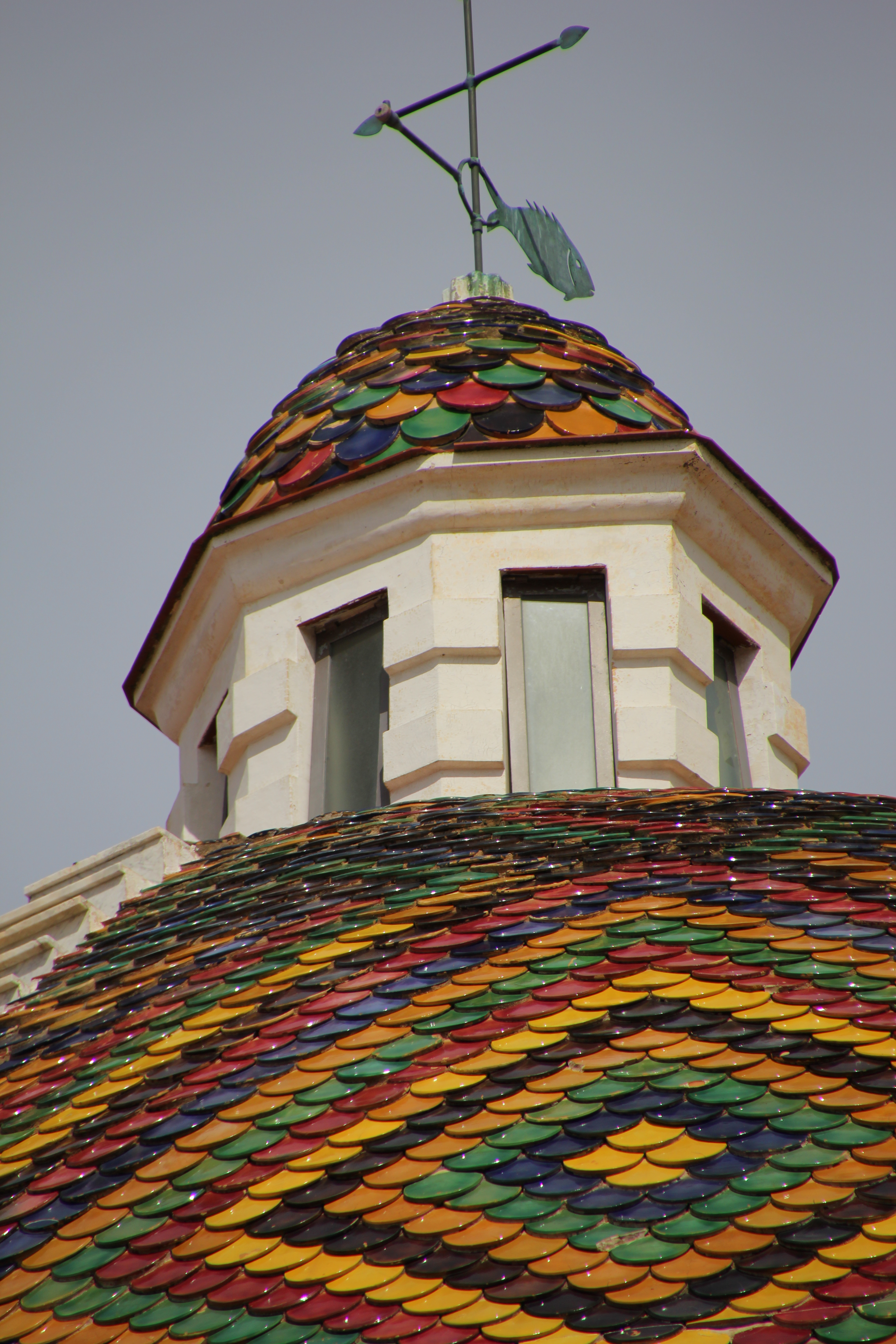

### Cupola
La cupola della chiesa è divenuta uno dei simboli di Alghero. 
Ha una pianta ottagonale impostata su un alto tamburo retto da pennacchi, ed è dotata di lanterna. Intorno al 1950 la cupola venne rivestita esternamente da mattonelle policrome realizzate su disegno di Antonio Simon Mossa e Filippo Figari.